# Consonne spirante labio-palatale voisée
La consonne spirante labio-palatale voisée est un son consonantique employé dans certaines langues. Le symbole dans l’alphabet phonétique international est la minuscule latine h culbuté [ɥ].

## Caractéristiques
Voici les caractéristiques de la consonne spirante labio-palatale voisée :
- Son mode d'articulation est spirant, ce qui signifie qu’elle est produite en contractant modérément les organes phonateurs  au point d’articulation, causant à peine une turbulence.
- Bien que son point d'articulation soit désigné comme labio-palatal, c'est en fait une consonne palatale labialisée, ce qui signifie qu'elle est articulée avec le milieu ou l'arrière de la langue contre le palais rigide, tout en arrondissant les lèvres.
- Sa phonation est voisée, ce qui signifie que les cordes vocales vibrent lors de l’articulation.
- C'est une consonne orale, ce qui signifie que l'air ne s’échappe que par la bouche.
- C'est une consonne centrale, ce qui signifie qu’elle est produite en laissant l'air passer au-dessus du milieu de la langue, plutôt que par les côtés.
- Son mécanisme de courant d'air est égressif pulmonaire, ce qui signifie qu'elle est articulée en poussant l'air par les poumons et à travers le chenal vocatoire, plutôt que par la glotte ou la bouche.

## En français
Le français standard possède le [ɥ], surtout devant i : huit [ɥit]. Dans le français de Belgique et ailleurs, certains locuteurs le remplacent par l'allophone [w].

## Autres langues
- Abkhaze : En abkhaze, le son [ɥ] est noté à l'aide de la lettre Ҩ, comme dans ауаҩы [awaˈɥə] « humain ».
- Breton : mui [mɥi:] « plus ».
- Le coréen possèdent ce son dans quelques dialectes et dans les mots d'emprunts.
- Corse : quì [kɥi] « ici », quellu [kɥɛ:.lu] « celui-là ».
- Le haut sorabe possèdent ce son : wem [ɥem] « Je sais ».
- L'iaai le possède.
- Certains dialectes du kam le possèdent.
- Kurde düa [dʉːɥɑː] « dos ».
- Seuls certains dialectes du norvégien permettent ce son : dualisme [dʉ̞ɥ̈ɑˈlɪ̟smə] « dualisme ». La langue standard ne possède pas de consonne labio-palatale.
- Occitan nuèch [nɥɛtʃ] « nuit ».
- Mandarin : 月 yuè [ɥɛ] « mois », « lune ».
- Quelques dialectes du suédois possèdent ce son, mais la langue standard ne le possède pas.
- Seuls quelques dialectes du shixing permettent la palatalisation. La langue standard ne possède pas de consonne labio-palatale.